# Gabriel Lalemant
Gabriel Lalemant SJ (ur. 3 października 1610 w Paryżu, zm. 17 marca 1649 w Wendake) – święty Kościoła katolickiego, męczennik, francuski jezuita, misjonarz w Kanadzie.

## Życiorys
Do zakonu jezuitów wstąpił w 1632 roku. W latach 1635–1639 studiował teologię w Bourges. W 1638 roku otrzymał święcenia kapłańskie i podjął pracę w Moulins i Bourges. Do Quebecu przybył 20 września 1646. Na przebieg jego działalności w kolonii wpływ miało pokrewieństwo z przełożonym prowincji Hieronimem Lalemantem. Misję w nowej Francji podjął w 1648 roku. Przez sześć miesięcy był asystentem o. Jana de Brébeuf w Wendake prowadząc działalność misyjną wśród Huronów. Pojmany przez Indian z plemienia Irokezów poddany został torturom i zamordowany z nienawiści do wiary.
Jego postawa wzbudziła podziw oprawców. Zgodnie z wierzeniami Irokezów odwaga, mająca źródło w sercu wroga, przechodziła na wojownika, który je zjadł. Serce św. Gabriela zostało zjedzone przez Indian.
Beatyfikowany w 1922 roku, a kanonizowany w 1930 roku przez papieża Piusa XI w grupie męczenników kanadyjskich.
Jego wspomnienie liturgiczne w Kościele katolickim obchodzone jest 16 marca.